# 동서통근열차

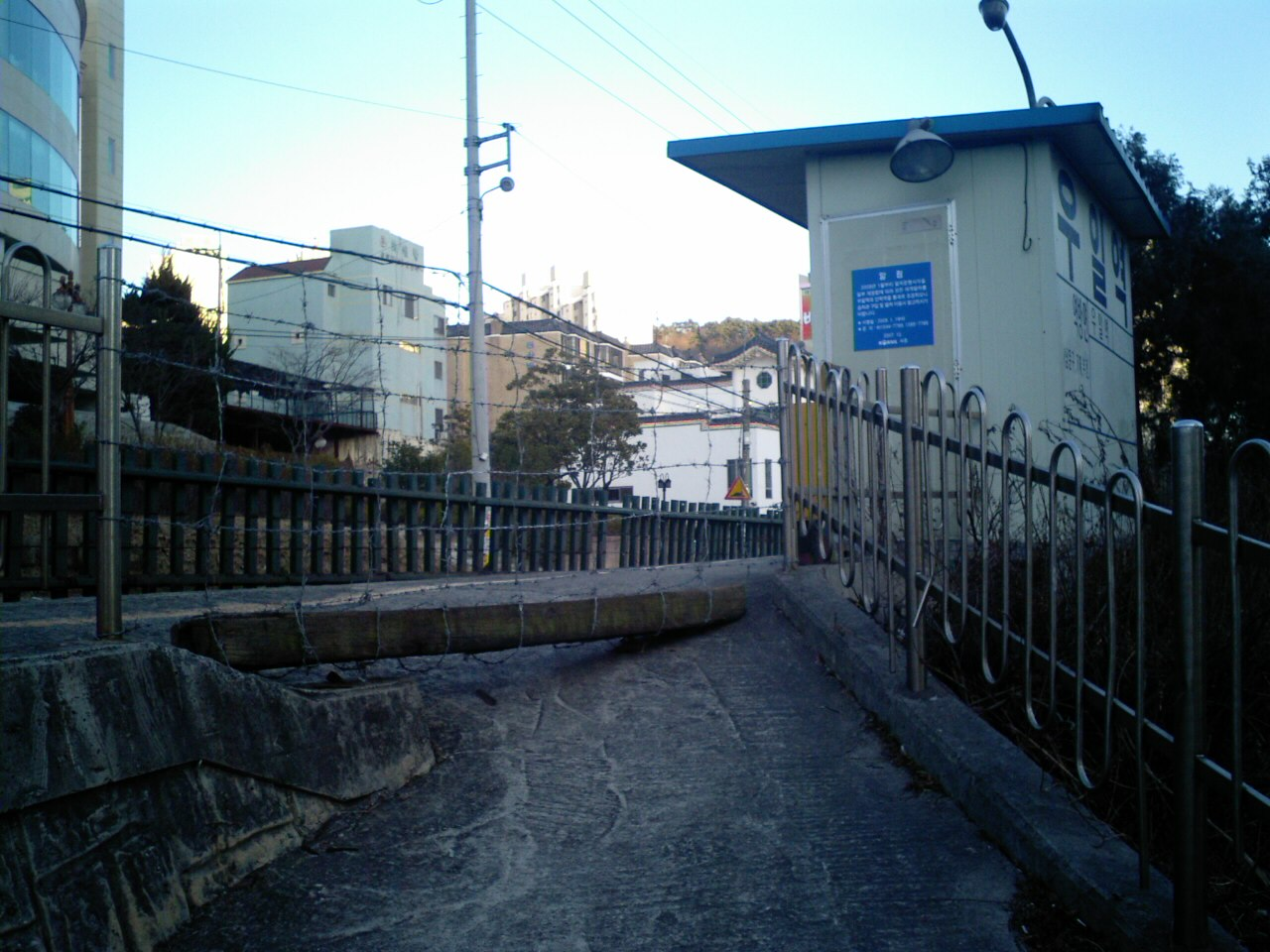
폐쇄된 우일역 출입구. 통근 열차 시간표의 흔적을 볼 수 있다.

동서통근열차 및 도시통근열차는 한국철도공사가 부산광역시 지역에서 운행하던 통일호 및 통근열차 운행 계통의 별칭이다. 부산광역시를 동서로 가로질러 운행하는 형태였기 때문에 이와 같은 이름이 붙었다. 거의 유사한 방향의 노선을 가지는 부산 도시철도 2호선 개통 이후에 한 차례 감축되었고, 이후 객차형 통일호의 노후화로 폐지되었다.

## 역사
- 1974년 7월 1일 : 통일호 부산-포항간 운행 시작.
- 1989년 8월 16일 : 주례역, 남문구역, 안락역, 재송역 임시승강장으로 개업.
- 1996년 4월 1일 : 도시통근형 디젤 액압 동차 운행 시작, 우일역 임시승강장으로 개업.
  - 이 날 운행 계통이 동서통근열차와 도시통근열차로 나뉘었다.[1][2]
- 2002년 12월 2일 : 부산 도시철도 2호선 전 구간 개통으로 감축 운행. 동서통근열차 폐지.
- 2004년 2월 1일 : 전 열차의 시·종착역을 부전역으로 변경.
- 2006년 11월 1일 : 열차 시간 전면 조정으로 전 열차 폐지.

## 차량
- 도시통근형 디젤 액압 동차 (Commuter Diesel Car; CDC)
- 통일호 객차 (원조 통일호, 전량 폐차 또는 매각)
- 무궁화 격하 통일호 객차 (탕엥 통일호, 전량 폐차 또는 매각)

## 폐지
2006년 10월 31일 오후 7시 15분에 월내역에서 출발하여 오후 8시 9분에 부전역에 도착한 2145호 통근열차를 마지막으로, 다음날 전 열차가 운행을 중지하였다. 운행 중지 이후 무궁화호로 대체되었다. 동해선 복선 전철화 공사가 완료되어 광역철도로 그 기능이 부활하였다.